# Julia Lohoff
Julia Lohoff, z domu Wachaczyk (ur. 13 kwietnia 1994 w Bielefeld) – niemiecka tenisistka.

## Kariera tenisowa
W karierze wygrała dziewięć turniejów singlowych i trzydzieści deblowych rangi ITF. 3 kwietnia 2017 zajmowała najwyższe miejsce w rankingu singlowym WTA Tour – 338. pozycję, natomiast 28 lutego 2022 osiągnęła najwyższą lokatę w deblu – 61. miejsce.
W sezonie 2020 osiągnęła finał zawodów deblowych w Lyonie. Razem z Laurą Ioaną Paar pokonały w meczu mistrzowskim Lesley Pattinamę Kerkhove i Bibiane Schoofs wynikiem 7:5, 6:4.

## Finały turniejów WTA
| Legenda                     | Legenda |
| --------------------------- | ------- |
| Wielki Szlem                |         |
| Igrzyska olimpijskie        |         |
| WTA Tour Championships      |         |
| 2009 – 2020                 |         |
| WTA Premier Mandatory       |         |
| WTA Premier 5               |         |
| WTA Premier                 |         |
| WTA International Series    |         |
| WTA 125K series (2012–2020) |         |

### Gra podwójna 1 (1–0)
| Końcowy wynik | Nr | Data         | Turniej | Nawierzchnia  | Partnerka        | Przeciwniczki                             | Wynik finału |
| ------------- | -- | ------------ | ------- | ------------- | ---------------- | ----------------------------------------- | ------------ |
| Zwyciężczyni  | 1. | 8 marca 2020 | Lyon    | Twarda (hala) | Laura Ioana Paar | Lesley Pattinama Kerkhove Bibiane Schoofs | 7:5, 6:4     |

## Wygrane turnieje rangi ITF
| turnieje z pulą nagród 100 000 $ |
| turnieje z pulą nagród 80 000 $  |
| turnieje z pulą nagród 60 000 $  |
| turnieje z pulą nagród 25 000 $  |
| turnieje z pulą nagród 15 000 $  |
| turnieje z pulą nagród 10 000 $  |

### Gra pojedyncza
|    | Data       | Turniej        | Naw.    | Przeciwniczka          | Wynik         |
| 1. | 18/08/2013 | Ratingen       | Ceglana | Tamara Korpatsch       | 6:3, 4:6, 6:4 |
| 2. | 05/07/2015 | Amarante       | Twarda  | Cristiana Ferrando     | 7:5, 6:4      |
| 3. | 09/08/2015 | Bursa          | Twarda  | Melis Sezer            | 6:4, 6:4      |
| 4. | 07/02/2016 | Szarm el-Szejk | Twarda  | Sofja Żuk              | 4:6, 6:4, 6:3 |
| 5. | 01/05/2016 | Szarm el-Szejk | Twarda  | Samantha Murray        | 6:3, 6:4      |
| 6. | 31/07/2016 | Savitaipale    | Ceglana | Georgia Brescia        | 6:4, 6:1      |
| 7. | 13/11/2016 | Szarm el-Szejk | Twarda  | Anhelina Szakchrajczuk | 7:5, 6:1      |
| 8. | 26/03/2017 | Szarm el-Szejk | Twarda  | Jodie Anna Burrage     | 2:6, 6:3, 6:2 |
| 9. | 24/03/2019 | Szarm el-Szejk | Twarda  | Indy de Vroome         | 6:3, 6:2      |